# 池泉

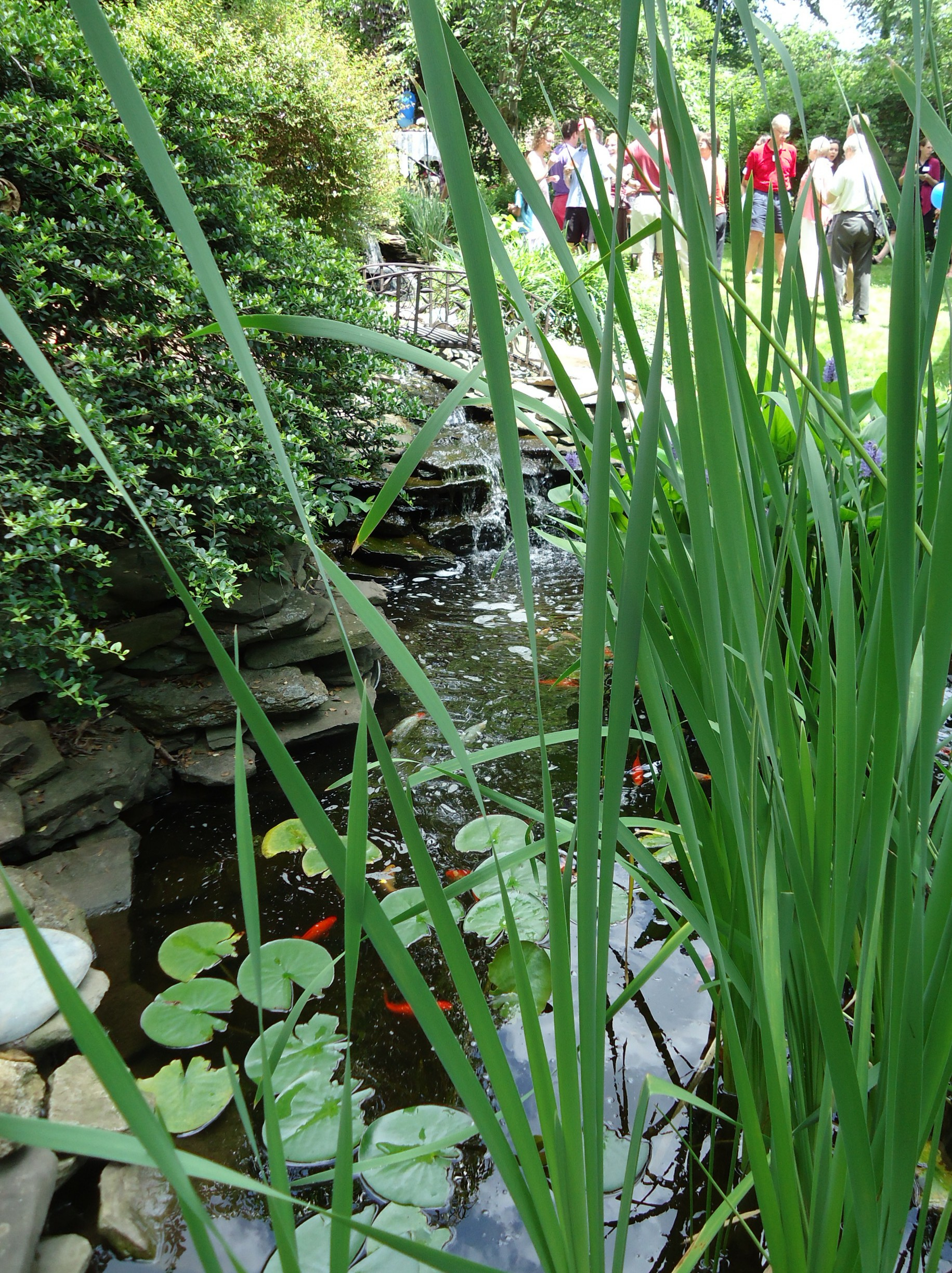
庭の池例

池泉（ちせん）または庭池（ていち、にわいけ、英語: garden pond）は、庭園に設けられる池。ただし園池ほど古くからの用例はなく、回遊式庭園について大規模な池が中心となることから特に「池泉回遊式庭園」と呼ぶことで使用される。
日本では、古くから庭を山水（さんずい）と表していることでわかるように、庭には必ず要素として水景が用いられていた。
設計された庭や園地に建設された水景物であり、通常は審美目的のため、野生生物の生息地を提供するため、または水泳のために設けられる。 

## 生息地

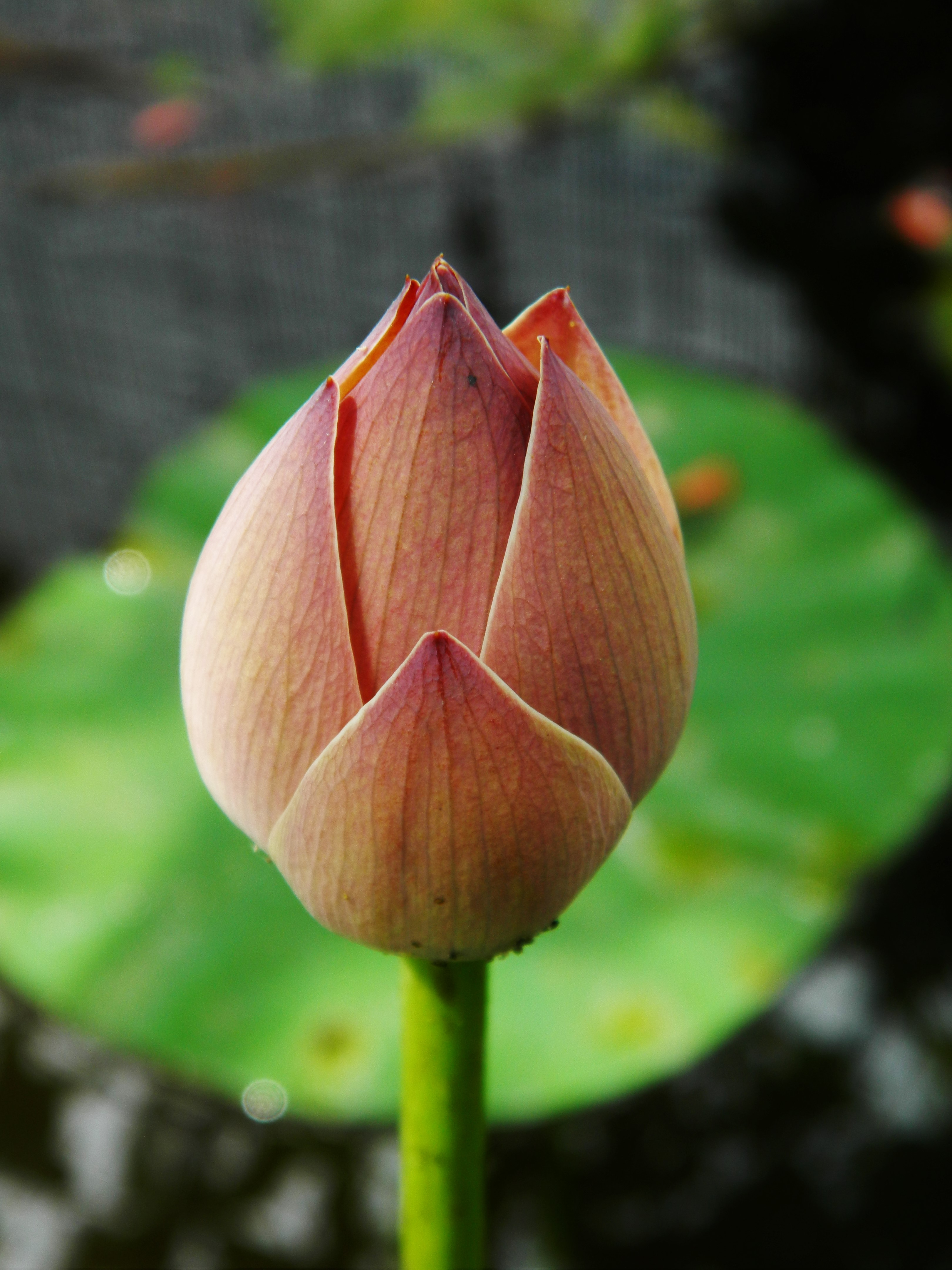
Nelumbo nuciferaの芽、一般的な水生植物

池泉は優れた野生生物の生息地となり、淡水野生生物の保護に貢献でき、トンボやゲンゴロウなどの無脊椎動物や両生類は新しい池にもすばやく定住することも可能。庭の池で複製される小さな水域の生態については多くの独創的で貴重な観察がなされる可能性もある。 
ただし池泉も問題を引き起こさなくはない。特に外来の植物が広がる経路になる可能性もあり、英国では淡水を保護する上で実用上大きな問題を引き起こす非在来種のクラッスラ属helmsiiとオオフサモ、どちらも庭池からの侵入種と考えられている。 

## 条件

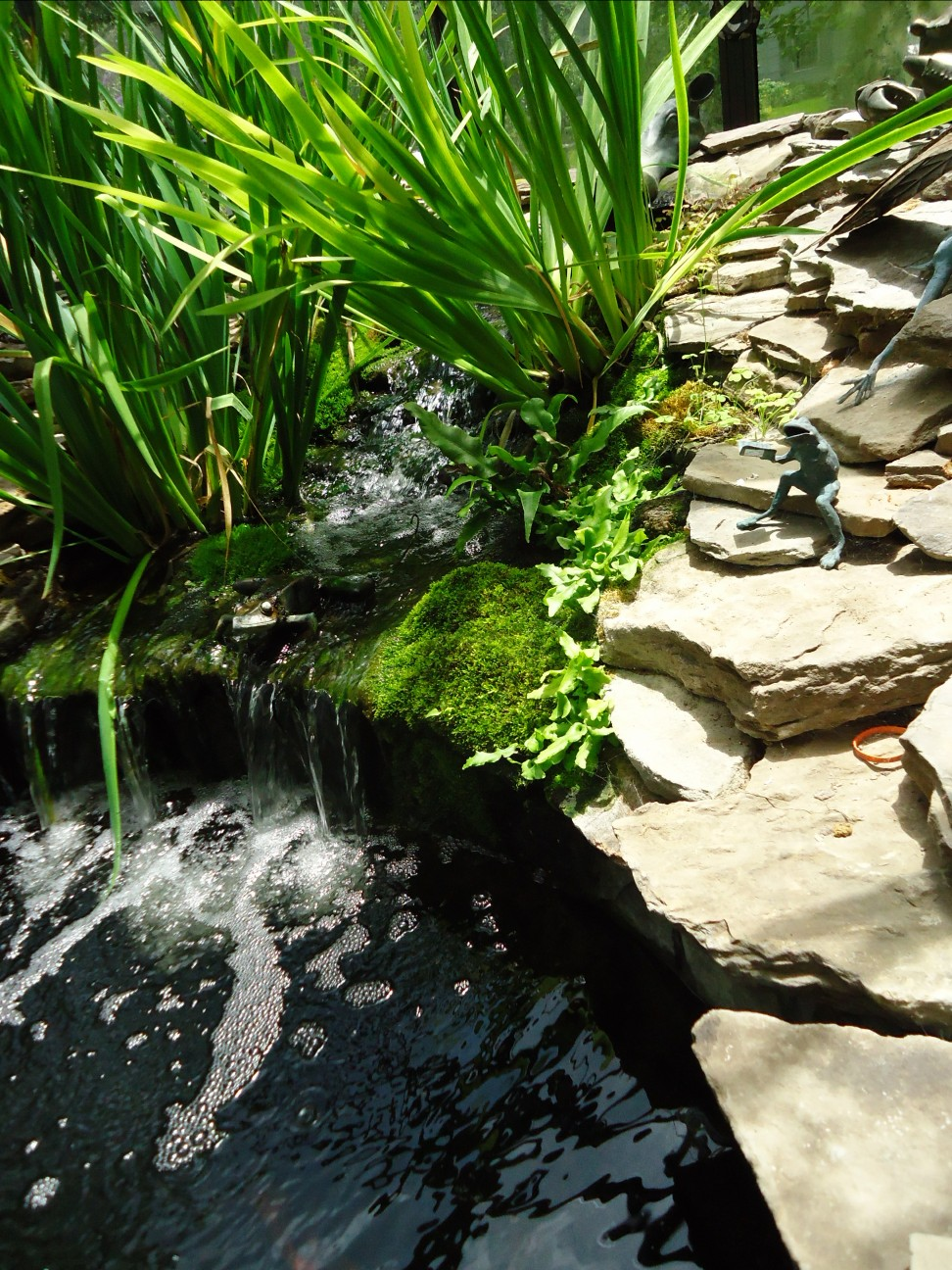
この庭の池には、1フィートの滝のある滝で区切られた2つの池がある。一般的に、上部の池の魚は小さく、下部の池の魚は大きくなる。

池は自然のプロセスまたは人工で成される場合とがある。しかし、地面にあく穴の起源からの池で見つかる野生生物の種類に違いはほとんどなく、重要なのは池が汚染されているかきれいであるか、他の湿地にどれだけ近いか、その深さ、特に時々乾くかどうか、魚が何匹いるか（もしあれば）である。 
当然池は川などの淡水よりも、物理的および化学的条件が日によって異なり、日中も異なるので人々はしばしばこれらの自然の傾向に対抗するために池泉にポンプを設置し、特により高いレベルの溶存酸素を維持している。これは一般的に野生生物はおそらく必要ではないのであるが、小さな池に魚を飼うことは水景要素としても不可欠かもしれないからである。汚染された栄養豊富な水道水が加えられた池では、フィルターを使用して藻類の量を減らすことを試みられる。 

## 給水と損失
庭の外池では雨、流入水（湧水と小川）、地表流出、地下水の4つの主要な水源がある。池の野生生物の価値はこれらの水源が汚染されていないかどうかに大きく影響される。大規模な田舎の庭を除き、池泉には一般に流入水や地下水は供給されない。通常、そうした池は水道水、雨水、表面流出といった水の組み合わせで満たされ、 蒸発して失われる。 
天然粘土敷設が不足している土壌では 排水によるさらなる水分損失と浸透はライナーによって防止されている。池はさみ金という池底の土壌と水との間に置かれるPVCまたはEPDMホイルがある。ライナーは水たまり粘土からも作ることが可能でまた水はけのよい土壌にある池は、池にきれいな堆積物を流してセルフシールすることさえも可能である。

## 季節の池
一般にはサイズが150ガロンから約10,000ガロン規模の池泉/庭池を作ることが可能であるが、蒸発量が追加水の量を超えると、夏では池が乾く可能性がある。多くの淡水植物や動物（おそらくすべての種の半分）は干ばつの時期もよく適応しているため、これは必ずしも生物学的に有害ではない。しかし、庭では夏に乾く池に限ってほとんどの人が池を楽しむ時期でもあるため、所有者にとって少しがっかりするかもしれない。そしてもちろん一部の動物、特に魚は干ばつするとその期間を生き延びることができない。一方、両生類は、しばしばオタマジャクシやイモリの主要な捕食者（魚）を除去するために乾燥する池から恩恵を受け、池が乾く前に幼生が出れば、干ばつは両生類にとって問題を引き起こさない。

## 自然の池とプール

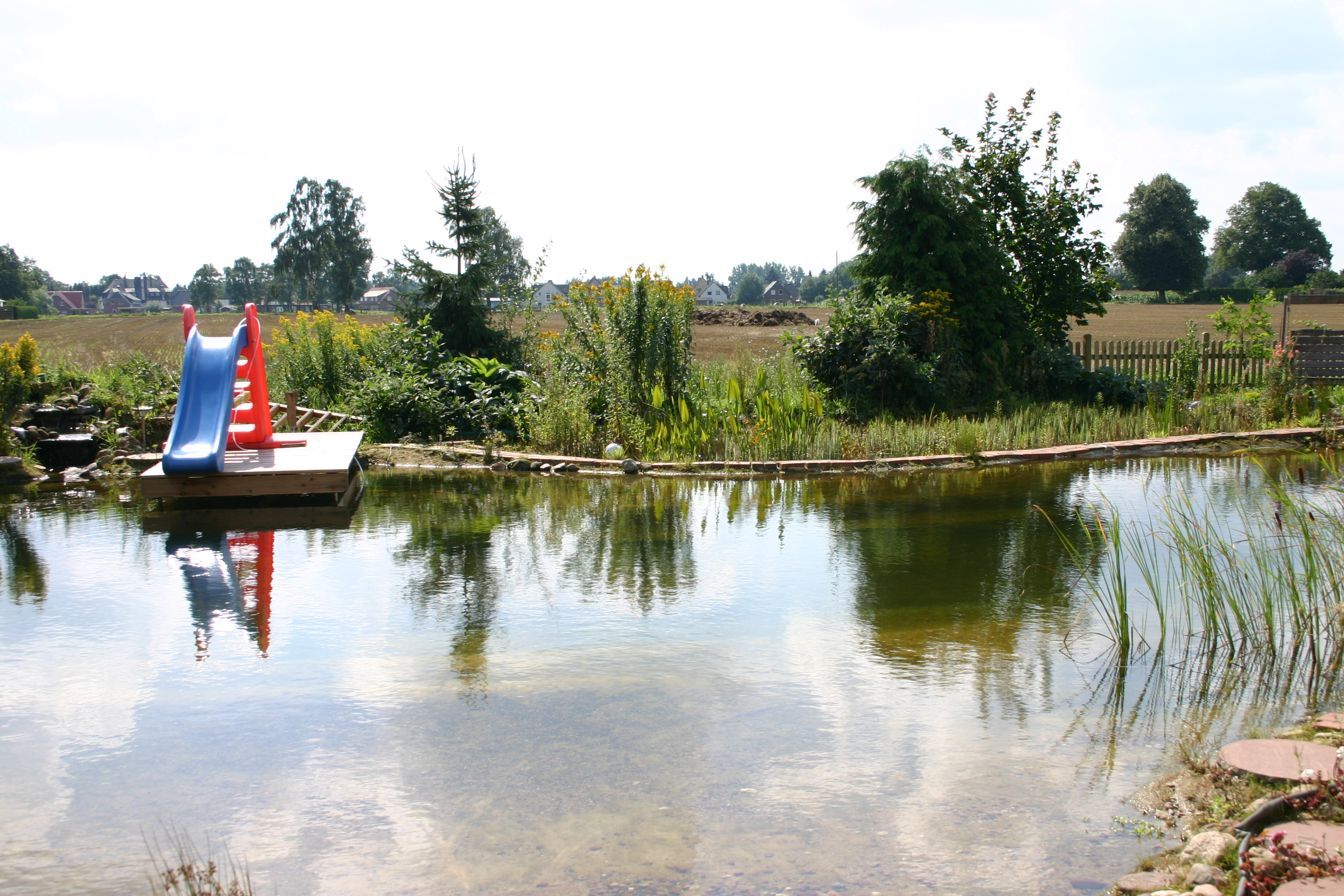
このドイツの水泳池は、周囲の環境の一部に似せて自然の水泳プールを設計する方法を強調

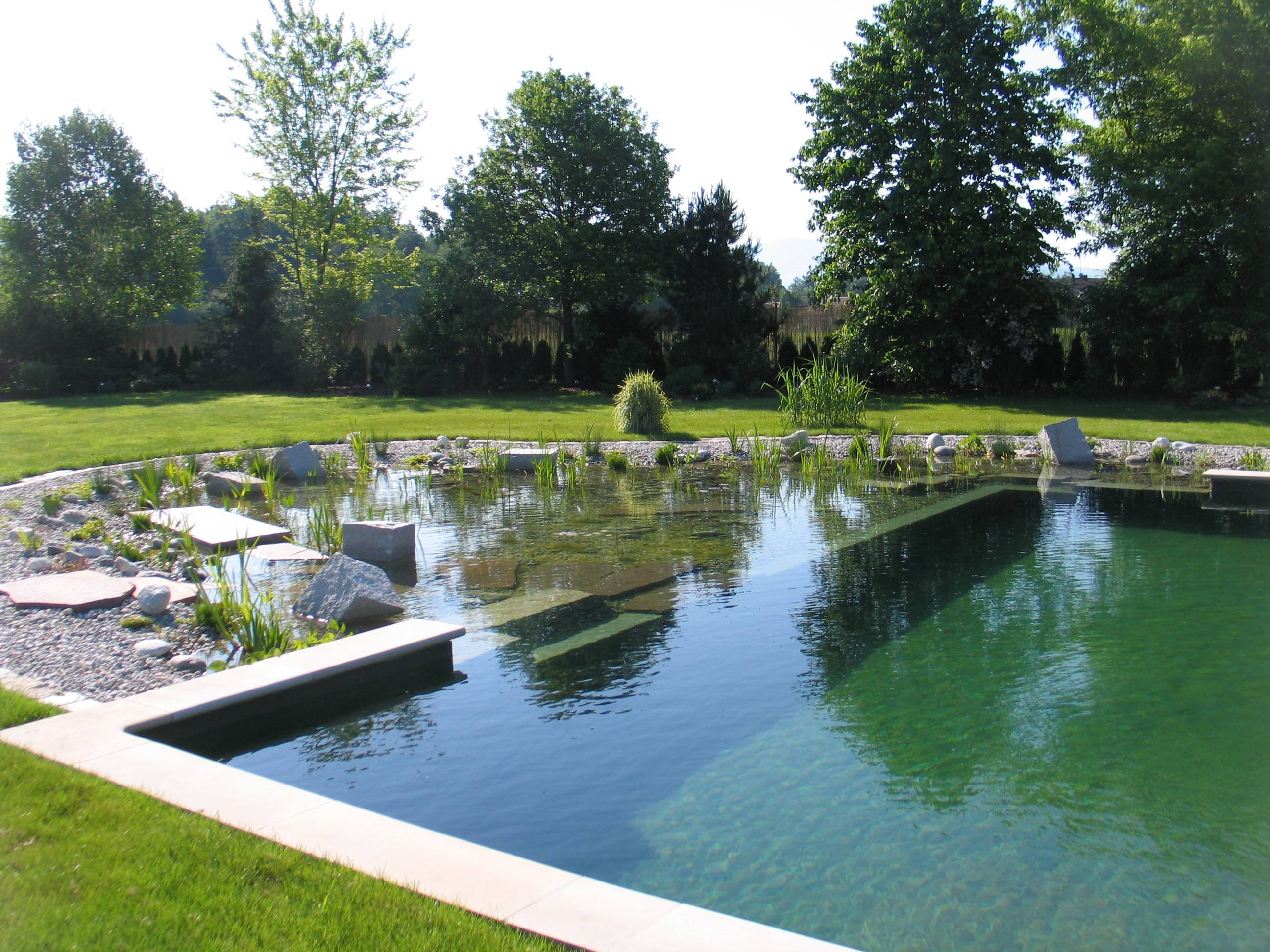
この自然のスイミングプールに対する伝統的な対処法は、自然のスイミングプールが多くの方法でデザインでき、常に自然の水域に似ている必要がないことを示す

池または水泳プールは自然プールとも呼ばれる有機モデルで構築および維持が可能。こうしたプールでは、水が隔離膜に含まれており、水を消毒または滅菌する化学物質またはそうしたデバイスは使用されず、代わりに生物学的フィルター、水浄化に使用される他の生物およびシステムに水耕栽培がなされた植物を利用してクリアされる  。 
そのようなプールの最初例は、1980年代初頭にオーストリアで建設されたもので、現在シュウィムテイシュとして知られている。1つ目は、1980年代に彼のプライベートガーデンでウェルナー・ガメリスによって造られた  :16 。こうした市場はゆっくりと成長し、2016年にはヨーロッパに約20,000のプールが築かれていった  :19。 
このようにして構築され維持されたもので、北米で最初の公共スイミングプール例は、2015年にミネアポリスのウェバーパークで出現した。  
Dage Internationale OrganizationfürnaturnaheBadegewässerと呼ばれる組織が、そのようなプールの基準を設定している。  